# Левесон-Гоуэр, Уильям Спенсер, 4-й граф Гренвиль
Вице-адмирал Уильям Спенсер Левесон-Гоуэр, 4-й граф Гренвиль (англ. William Leveson-Gower, 4th Earl Granville; 11 июля 1880[…], Лондон — 25 июня 1953[…], Лондон) — британский военно-морской командир и губернатор из семьи Левесон-Гоуэр. С 1880 по 1939 год он был известен как Достопочтенный Уильям Левесон-Гоуэр.

## Предыстория
Родился 11 июля 1880 года. Младший сын Гренвиля Левесона-Гоуэра, 2-го графа Гренвиля (1815—1891), от его второй жены Кастилии Розалинд Кэмпбелл (? — 1938), дочери Уолтера Фредерика Кэмпбелла.

## Карьера
После школы Виксенфорд Уильям Левесон-Гауэр поступил на службу в Королевский флот в 1894 году . Он получил звание младшего лейтенанта в 1900 году и лейтенанта 26 июня 1902 года , когда он был повторно назначен на торпедный крейсер HMS Scout. В августе 1902 года он был отправлен на HMS Hood, служивший на Средиземноморском флоте.
Повышение до командира последовало в 1913 году . Левесон-Гоуэр участвовал в Первой мировой войне и был награждён орденом «За выдающиеся заслуги» в 1919 году.
Левесон-Гоуэр был назначен начальником штаба главнокомандующего Нора в 1924 году, адъютантом короля в 1929 году и главнокомандующим побережья Шотландии в 1931 году. Кавалер Ордена Бани в 1930 году, вышел на пенсию с чином вице-адмирала в 1935 году.
Левесон-Гоуэр стал вице-губернатором острова Мэн в 1937 году . В ноябре 1939 года он учредил Военный консультативный комитет, который действовал в качестве «военного кабинета» во время Второй мировой войны. В состав комитета входили члены Палаты ключей и Законодательного совета острова Мэн.
В 1939 году Уильям Спенсер Левесон-Гоуэр сменил своего старшего брата на графстве. Гранвилл был назначен кавалером Королевского Викторианского ордена (KCVO) в 1945 году и стал губернатором Северной Ирландии в 1945 году, прослужив до 1952 года. В том же году он был удостоен звания рыцаря-кавалера Подвязки.

## Семья
24 мая 1916 года в Сент-Джеймсе на Пикадилли в Лондоне лорд Гренвиль женился на леди Роуз Боуз-Лайон (6 мая 1890 — 17 ноября 1967), второй дочери 14-го графа Стратмора и Кингхорна и старшей сестре королевы Елизаветы, королевы-матери. У них было двое детей, пять внуков и десять правнуков:
- Леди Мэри Сесилия Левесон-Гоуэр (12 декабря 1917 — 13 февраля 2014), в 1956 году вышедшая замуж за сэра Сэмюэля Клейтона (1918—2004). У них было двое детей и один внук:
  - Гилберт Фолкингем Клейтон (род. 4 сентября 1958), в 1994 году женившийся на Розалинде Маллен. У них есть сын:
    - Сэмюэл Виттеврондж Кит Клейтон (род. февраль 2002)

  - Роуз Сесилия Клейтон (род. 25 января 1960), в 1993 году вышедшая замуж за Уильяма Уорди Стэнсера У них есть сын:
    - Джейми Уорди «Джок» Стэнсер (род. 4 июня 2001)
- Гренвиль Джеймс Левесон-Гоуэр, 5-й граф Гренвиль (6 декабря 1918 — 31 октября 1996), который в 1958 году женился на Дуне Эйлин Планкет (1931—2003) У них было трое детей и девять внуков:
  - Гренвиль Джордж Фергюс Левесон-Гоуэр, 6-й граф Гренвиль (род. 10 сентября 1959), в 1997 году женившийся на Энн Топпинг. У них трое детей:
    - Леди Роуз Элис Левесон-Гоуэр (род. 16 апреля 1998)
    - Джордж Джеймс Левесон-Гоуэр, лорд Левесон (род. 22 июля 1999)
    - Леди Вайолет Мэй Левесон-Гоуэр (род. 5 августа 2002)

  - Леди Марсия Роуз Эйлин Левесон-Гоуэр (10 февраля 1961 — 3 августа 2005), в 1986 году вышедшая замуж за Джонатана Чарльза Балмера. У них было четверо детей:
    - Хеспер Роуз Констанс Балмер (род. 1990)
    - Джеймс Александр Ховард Балмер (род. 1992)
    - Гектор Чарльз Маркус Балмер (род. 1993)
    - Лара Балмер (род. 29 августа 1995)

  - Достопочтенный Найл Джеймс Левесон-Гоуэр (род. 24 августа 1963), в 1996 году женившийся на Аманде Блэкселл. У них одна пара близнецов:
    - Чарли Левесон-Гоуэр (род. 14 февраля 2000)
    - Хонор Левесон-Гоуэр (род. 14 февраля 2000)

Лорд Гренвиль умер в июне 1953 года в возрасте 72 лет. Он был кремирован в крематории Голдерс-Грин. Графиня Гранвиль умерла в 1967 году.